# Глазунов Василь Опанасович
Глазуно́в Васи́ль Опана́сович (*20 грудня 1895 (1 січня 1896) с. Варварівка, Саратовська губернія — † 26 червня 1967, Москва) — перший Командувач ПДВ СРСР (вересень 1941 — червень 1943), двічі Герой Радянського Союзу (19.3.1944, 6.4.1945), генерал-лейтенант (1944).

## Біографія
Народився 20 грудня 1895 (1 січня 1896) у селищі Варварівка, Сердобського повіту Саратовської губернії (нині Колишлейський район, Пензенської області). 1915 закликаний на військову службу в Російську армію. Учасник Першої світової війни, молодший унтер-офіцер.

### Служба в Червоній армії
У Червоній армії з 1918. Учасник громадянської війни; командував взводом, ротою, батальйоном, в міжвоєнний період — частинами і з'єднаннями сухопутних військ.
У 1929 закінчив курси «Вистріл». У 1941 закінчив курси удосконалення командного складу при Військовій академії імені М. В. Фрунзе. Командував дивізією на Далекому Сході.

### Німецько-радянська війна
З початком німецько-радянської війни був командиром 3-го повітрянодесантного корпусу (червень — серпень 1941) (Південний фронт), який брав участь в обороні Києва, зупинивши наступ частин Вермахту і забезпечивши можливість для евакуації населення міста.
З вересня 1941 по серпень 1943 — командувач повітрянодесантних військ. Пізніше — заступник командира, а з листопада 1943 — командир 4-го гвардійського стрілецького корпусу (3-й Український фронт), який відзначився під час форсування Дніпра в Нікопольско-Криворізькій наступальної операції та звільненні Одеси.
За вміле керівництво бойовими діями корпусу та проявлене мужність та героїзм 19 березня 1944 отримав звання Героя Радянського Союзу.
У червні 1944 корпус переведений на головний напрямок — до складу 1-го Білоруського фронту. Корпус успішно форсував Західний Буг і Віслу, брав участь у Вісло-Одерській операції та штурмі Берліна.
6 квітня 1945 року генерал-лейтенантові Глазунову В. А. вдруге присвоєно звання Героя Радянського Союзу за вміле керівництво військовими з'єднаннями і проявлені при цьому особисту мужність і героїзм.
Після закінчення війни командував корпусом, з 1946 — генерал-інспектор повітряно-десантних військ.
З 1950 помічник командувача військами Східно-Сибірського військового округу. В 1950 закінчив Вищі академічні курси при Академії Генштабу.
З 1954 — у запасі.
Жив в Москві. Помер 27 червня 1967. Похований в Москві, на Новодівочому цвинтарі.
Нагороджений 3 орденами Леніна, 3 орденами Червоного Прапора, орденами Суворова 2-го ступеня, Кутузова 2-го ступеня, Червоної Зірки і медалями, а також іноземними нагородами.
Його бронзовий бюст встановлений у селищі Колишлей Пензенської області.